# Ритас
«Ритас» (лит. BC Rytas — «Утро») — литовский баскетбольный клуб из Вильнюса, один из двух сильнейших клубов страны, многократный чемпион Литвы, чемпион Кубка УЛЕБ сезона 2004/2005 и Еврокубка сезона 2008/2009, многократный участник Евролиги.

## История

### 1963—2019 года
В 1963 году в Вильнюсе был основан клуб «Статиба». Под названием «Статиба» клуб принял участие в 17 чемпионатах СССР (1971, 1974—1989 годы, лучший результат — 3 место в 1979 году), а также в 4 чемпионатах Литвы (лучший результат — 3 место в 1994 году). В 1997 году, после того как «Статибу» купила крупнейшая литовская газета «Летувос Ритас», клуб был переименован в «Статиба-Летувос Ритас», а в 1998 году название было сокращено до «Летувос Ритас» («Утро Литвы»). В 2018 году название изменили, оставив из двух слов только «Ритас».
Комментарий директора клуба Дарюса Гудялиса:

Нашей всеми любимой вильнюсской команде пришло время начать новый этап и название выбирали очень ответственно. Хотели, чтоб оно и дальше символизировало столичный баскетбол, его ценности, потому оставили имеющееся в крови каждого вильнюсца слово — «Ритас».
Оригинальный текст (лит.)Mūsų visų mylimai Vilniaus komandai atėjo laikas pradėti naują etapą ir pavadinimą rinkomės labai atsakingai. Norėjome, kad jis ir toliau simbolizuotų sostinės krepšinį, jo vertybes, todėl palikome kiekvieno vilniečio kraujyje esantį žodį – „Rytas“

### Выступления в ЛБЛ
После смены спонсора результаты клуба заметно улучшились. В сезоне 1998/1999 «Летувос Ритас» пробился в суперфинал ЛБЛ, где уступил каунасскому «Жальгирису». Но уже в следующем сезоне (1999/2000) клуб из Вильнюса нанес реванш и нарушил гегемонию каунасского «Жальгириса», став чемпионом ЛБЛ. С тех пор матчи «Жальгириса» и «Летувос Ритас» собирают огромное количество зрителей и являются своеобразным национальным дерби в Литве. За всю историю противостояния этих клубов в суперфиналах ЛБЛ, «Летувос Ритас» одержал победы в шести сериях, став чемпионом Литвы в 2000, 2002, 2006, 2009, 2010 и 2024 годах.
В 2000 году к победе «Летувос Ритас» вели опытные мастера — Андрюс Гедрайтис и Эрик Элиот вместе с будущими звездами литовского баскетбола — Арвидасом Мацияускасом, Рамунасом Шишкаускасом и Робертасом Явтокасом.
В 2002 году «Летувос Ритас» одержал победу в упорнейшей 7-матчевой серии, завершившейся в овертайме последнего матча. Этот суперфинал клуб из Вильнюса провёл без своего центрового Робертаса Явтокаса, который попал в аварию на мотоцикле.
Третий титул (2006 год) для «Летувос Ритаса» оказался наиболее лёгким, с сухим счетом (4-0) был повержен извечный соперник — «Жальгирис». В 2007 году «Летувос Ритас» закончил сезон вторым, проиграв финальную серию «Жальгирису» 4-2.
В 2022 году «Ритас» стал чемпионом, обыграв в финале команду из Паневежиса «Литкабелис».

### Участие в международных турнирах
Под названием «Статиба» клуб несколько раз принимал участие в Кубке им. Радивоя Корача, но без особых успехов. 
В 1997 году «Летувос Ритас» участвовал в международном турнире Кубок Уильяма Джонса, где занял второе место. В 1999 году в 1/16 финала Кубка Сапорты клуб из Вильнюса уступил греческому «Арису».
2001 год для «Летувос Ритаса» ознаменовался попаданием в Супролигу ФИБА, где клуб, выйдя из группы с 7-го места, в 1/8 финала уступил турецкой команде «Эфес Пилсен». Также в сезоне 2000/2001 «Летувос Ритас» принимал участие в Североевропейской Баскетбольной Лиге (NEBL), где занял 3-е место.
В сезоне 2001/2002 клуб занял первое место в группе в Кубке Сапорты, но уступил «Хапоэлю» из Иерусалима в четвертьфинале. В чемпионате NEBL «Летувос Ритас» выиграл титул, одержав победу в финале над «Урал-Грейтом».
Сезон 2002/2003 «Летувос Ритас» провёл невнятно, не сумев выйти из группы в Кубке Чемпионов ФИБА.
В сезоне 2003/2004 клуб впервые принял участие в турнире под эгидой УЛЕБ, этим турниром был Кубок УЛЕБ. Уверенно миновав групповой этап и 1/8 финала, в четвертьфинале вильнюсский клуб споткнулся во второй раз на «Хапоэле» из Иерусалима.
Сезон 2004/2005 был сезоном больших перемен для «Летувос Ритаса». Была построена новая домашняя арена, Сименс Арена, главным тренером команды впервые стал специалист из-за рубежа — Владе Дьюрович, команду пополнили 4 опытных легионера: латыш Робертс Штельмахерс, босниец Хай Муезинович и два американца Фред Хаус и Тайрон Несби. Все это дало результат: «Летувос Ритас» добился самого высокого достижения за всю свою историю — выиграл Кубок УЛЕБ и обеспечил себе путёвку на следующий сезон в Евролигу.
В сезоне 2005/2006 «Летувос Ритас» дебютировал в Евролиге. На посту главного тренера клуба на сей раз оказался известный хорватский специалист Невен Спахия. После двух поражений в Евролиге «Летувос Ритас» одержал 7 побед подряд и занял 3 место в группе, обыграв по ходу такие сильные европейские клубы как «Маккаби (Тель-Авив)» (дважды), «Барселону» и «Эфес Пилсен». Клуб попал в Топ16, но оттуда не смог пробиться в 1/4 финала, одержав 3 победы в 6 матчах второго группового турнира. Также в этом сезоне, во втором чемпионате Балтийской баскетбольной лиги «Летувос Ритас» занял первое место, победив в финале «Жальгирис».
В сезоне 2006/2007 вильнюсский клуб вновь вынужден был играть в Кубке УЛЕБ, борясь за попадание в Евролигу. Клуб сменил по ходу сезона трёх тренеров, последний из которых, Александр Трифунович, довёл команду до финала Кубка УЛЕБ, где «Летувос Ритас» не смог одолеть мадридский «Реал». Но всё-таки «Летувос Ритас» попал в Евролигу, так как «Реал» в чемпионате Испании занял первое место, и тем самым «Летувос Ритасу» было разрешено принять участие в Евролиге сезона 2007/2008, как финалисту Кубка УЛЕБ. В этом же году «Летувос Ритас» во второй раз стал чемпионом ББЛ.
Во втором сезоне Евролиги (2007/2008) клуб занял первое место в группе, одержав 11 побед в 14 играх, установив тем самым рекорд среди клубов Литвы в групповом турнире Евролиги. Были одержаны победы над такими клубами как: «Арис», «Маккаби (Тель-Авив)» (опять дважды!), «Цибона (Загреб)», «Уникаха (Малага)», «Сарте Баскет (Ле-Ман)», «Армани Джинс (Милан)». В Топ-16 «Летувос Ритас» с двумя победами занял третье место в Е группе и не прошел в 1/4 финала.
21 октября 2008 года, по предложению Евролиги, «Летувос Ритас» сыграл один матч с НБА командой «Голден Стэйт Уорриорз». «Ритас» проиграл со счетом 126-106.

## Достижения
- Чемпионы Кубка Европы — 2005, 2009
- Чемпионы ББЛ — 2006, 2007, 2009
- Чемпионы НЕБЛ — 2002
- Чемпионы ЛБЛ — 2000, 2002, 2006, 2009, 2010, 2022, 2024
- Победители регулярного сезона ЛБЛ — 2002, 2003, 2006, 2008, 2010, 2014, 2022
- Чемпионы Кубка ЛФБ — 1998, 2009, 2010
- Чемпионы Кубка короля Миндаугаса — 2016, 2019
- Вице-чемпионы Кубка Европы УЛЕБ — 2007
- Вице-чемпионы НЕБЛ — 2000
- Вице-чемпионы ББЛ — 2005, 2008, 2010, 2012
- Вице-чемпионы ЛБЛ — 1999, 2001, 2003, 2004, 2005, 2007, 2008, 2011, 2012, 2013, 2015, 2018, 2019, 2020, 2021
- Вице-чемпионы Кубка ЛФБ — 1990, 2007, 2008, 2011, 2014, 2015
- Вице-чемпионы Кубка короля Миндаугаса — 2018, 2020

## Достижения по сезонам
| Сезон   | Флаг Литвы | Регулярный сезон | Плей-офф   | ББЛ/НЕБЛ  | ВТБ          | Евролига     | Еврокубок    | Лига чемпионов |
| ------- | ---------- | ---------------- | ---------- | --------- | ------------ | ------------ | ------------ | -------------- |
| 2023–24 | ЛБЛ        | 2 место          | I место    | –         | –            | –            | –            | 1/8            |
| 2022–23 | ЛБЛ        | 2 место          | II место   | –         | –            | –            | –            | 1/16           |
| 2021–22 | ЛБЛ        | 1 место          | I место    | –         | –            | –            | –            | 1/16           |
| 2020–21 | ЛБЛ        | 2 место          | II место   | –         | –            | –            | –            | группа (E-4)   |
| 2019–20 | ЛБЛ        | 2 место***       | 2 место*** | –         | –            | –            | топ 16 (G-3) | –              |
| 2018–19 | ЛБЛ        | 3 место          | II место   | –         | –            | –            | 1/4          | –              |
| 2017–18 | ЛБЛ        | 2 место          | II место   | –         | –            | –            | топ 16 (G-4) | –              |
| 2016–17 | ЛБЛ        | 2 место          | III место  | –         | –            | –            | топ 16 (G-3) | –              |
| 2015–16 | ЛБЛ        | 2 место          | III место  | –         | –            | –            | группа (E-6) | –              |
| 2014–15 | ЛБЛ        | 2 место          | II место   | –         | –            | –            | 1/8          | –              |
| 2013–14 | ЛБЛ        | 1 место          | III место  | –         | IV место     | группа (D-6) | 1/8          | –              |
| 2012–13 | ЛБЛ        | 2 место          | II место   | –         | группа (A-7) | группа (D-5) | –            | –              |
| 2011–12 | ЛБЛ        | 2 место          | II место   | –         | III место    | –            | III место    | –              |
| 2010–11 | ЛБЛ        | 2 место          | II место   | III место | группа (A-3) | топ 16 (E-3) | –            | –              |
| 2009–10 | ЛБЛ        | 1 место          | I место    | II место  | –            | группа (B-5) | –            | –              |
| 2008–09 | ЛБЛ        | 2 место          | I место    | I место   | –            | –            | I место      | –              |
| 2007–08 | ЛБЛ        | 1 место          | II место   | II место  | –            | топ 16 (E-3) | –            | –              |
| 2006–07 | ЛБЛ        | 2 место          | II место   | I место   | –            | –            | II место     | –              |
| 2005–06 | ЛБЛ        | 1 место          | I место    | I место   | –            | топ 16 (F-3) | –            | –              |
| 2004–05 | ЛБЛ        | 2 место          | II место   | II место  | –            | –            | I место      | –              |
| 2003–04 | ЛБЛ        | 2 место          | II место   | –         | –            | –            | 1/4          | –              |
| 2002–03 | ЛБЛ        | 1 место          | II место   | II место  | –            | –            | –            | топ 24 (B-2)** |
| 2001–02 | ЛБЛ        | 1 место          | I место    | I место   | –            | –            | 1/4          | –              |
| 2000–01 | ЛБЛ        | 1 место          | II место   | III место | –            | 1/8*         | –            | –              |
| 1999–00 | ЛБЛ        | 2 место          | I место    | II место  | –            | –            | 1/2*****     | –              |
| 1998–99 | ЛБЛ        | 2 место          | II место   | III место | –            | –            | 1/16*****    | –              |
| 1997–98 | ЛБЛ        | 5 место          | III место  | –         | –            | –            | –            | 1/16****       |

| * Клуб участвовал в организованной ФИБА Супролиге; 

| ** Турнир тогда назывался Кубок чемпионов ФИБА Европа; 

| *** Сезон был остановлен из-за короновируса; 

| **** Клуб участвовал в организованном ФИБА Кубке Корача; 

| ***** Клуб участвовал в Кубке Сапорты

## Арены
До 2004 года «Летувос Ритас» выступал на «Летувос рито арене», которая вмещала 3 500 зрителей. В 2004 году была построена большая универсальная Siemens Arena, вмещающая во время баскетбольных матчей до 11 000 зрителей. Матчи Кубка УЛЕБ и Евролиги, а также важнейшие матчи ББЛ и ЛБЛ «Летувос Ритас» проводит на «Сименс арене». Менее важные матчи литовского первенства и Балтийской лиги проходят на новой «Летувос рито» арене, построенной в 2005 году и вмещающей 1 700 зрителей. В 2014 году вместимость арены была увеличена до 2 500 мест, с целью проведения матчей Еврокубка.
12 сентября 2019 года название «Летувос рито» арены было поменяно на «Jeep», а 22 октября 2024 года ей было присвоено имя «Active Vilnius».

## Гимн команды
Марийонас Микутавичюс, который написал гимн Сборной Литвы по баскетболу песню – Trys Milijonai (Три миллиона), также записал специально для «Ритаса» песню, после успехов команды в ЛБЛ и успешных первых шагов в престижной Евролиге. Песня называется "Laikas būti pirmiems" (Время быть первыми) и она сразу стала гимном команды. До сих пор она исполняется после побед команды, или в перерывах домашних матчей.

## Рекорды команды вЛБЛ
| Статистика            | Рекорд | Оппонент        | Результат | Дата             | Место матча          |
| --------------------- | ------ | --------------- | --------- | ---------------- | -------------------- |
| Очки                  | 134    | Алитус          | 134–76    | 26 октября 2008  | «Летувос рито арена» |
| Подборы               | 65     | Пренай-Витаутас | 113–56    | 6 января 2018    | «Летувос рито арена» |
| Передачи              | 37     | Пренай-ТониБет  | 102–65    | 11 июня 2014     | «Сименс-Арена»       |
| Перехваты             | 25     | Нявежис         | 92–40     | 11 октября 2009  | «Летувос рито арена» |
| Блоки                 | 9      | Олимпас         | 81–91     | 29 октября 1997  | Ekinsta Sports Hall  |
| 2-очковые попадания   | 43     | Сакалай         | 112–67    | 9 марта 2008     | «Летувос рито арена» |
| 2-очковые % попадания | 86.67% | Нептунас        | 132–80    | 13 февраля 2003  | «Летувос рито арена» |
| 3-очковые попадания   | 19     | Ювентус         | 96–103    | 28 октября 2023  | «Утянос арена»       |
| 3-очковые % попадания | 78.57% | Сакалай         | 73–91     | 17 сентября 1999 | Дворец спорта        |
| Штрафные броски       | 37     | Алита           | 110–102   | 5 марта 1998     | Ekinsta Sports Hall  |
| Штрафные % попадания  | 100%   | Шяуляй          | 77–89     | 4 апреля 2022    | «Шяулю арена»        |

## Текущий состав
| \| Поз. \| № \| Гражд. \| Имя \| Дата рождения (возраст) \| Рост \| Вес \| Звание \| \| ---- \| -- \| ------ \| ---------------------- \| ------------------------- \| ------ \| ------ \| ------ \| \| Ф \| 1 \| \| Савион Флагг \| 25 мая 1999 (26 лет) \| 201 см \| 97 кг \| \| \| З \| 22 \| \| Гантас Крижанаускас \| 22 марта 2006 (19 лет) \| 192 см \| 86 кг \| \| \| РЗ \| 8 \| \| Р. Ж. Коул \| 24 августа 1999 (25 лет) \| 183 см \| 84 кг \| \| \| З \| 16 \| \| Игнас Урбонас \| 22 ноября 2007 (17 лет) \| 198 см \| 86 кг \| \| \| Ц \| 23 \| \| Стивен Инох \| 18 июля 1997 (28 лет) \| 208 см \| 116 кг \| \| \| РЗ \| 2 \| \| Маргирис Нормантас (K) \| 27 ноября 1996 (28 лет) \| 194 см \| 94 кг \| \| \| З \| 3 \| \| Джейвон Грэйвс \| 29 декабря 1998 (26 лет) \| 191 см \| 91 кг \| \| \| Ф/Ц \| 10 \| \| Ажуолас Тубялис \| 22 марта 2002 (23 года) \| 206 см \| 105 кг \| \| \| Ф/Ц \| 41 \| \| Оскарас Плейкис \| 20 марта 2001 (24 года) \| 207 см \| 110 кг \| \| \| РЗ \| 43 \| \| Игнас Саргюнас \| 11 сентября 1999 (25 лет) \| 194 см \| 87 кг \| \| \| ЛФ \| 77 \| \| Мартинас Палюкенас \| 14 сентября 1993 (31 год) \| 191 см \| 93 кг \| \| \| Ф/Ц \| 21 \| \| Гитис Масюлис \| 10 апреля 1998 (27 лет) \| 207 см \| 99 кг \| \| \| ЛФ \| 7 \| \| Гитис Радзявичюс \| 17 июля 1995 (30 лет) \| 197 см \| 92 кг \| \| | Главный тренер - Жибенас Гедрюс Ассистенты тренера - Масколюнас Густас - Георгиос Дедас Легенда - (К) — Капитан команды Последнее изменение: 28 февраль 2024 года |            |                        |                           |        |        |        |
| Поз. | № | Гражд.     | Имя                    | Дата рождения (возраст)   | Рост   | Вес    | Звание |
| Ф | 1 | Флаг США   | Савион Флагг           | 25 мая 1999 (26 лет)      | 201 см | 97 кг  |        |
| З | 22 | Флаг Литвы | Гантас Крижанаускас    | 22 марта 2006 (19 лет)    | 192 см | 86 кг  |        |
| РЗ | 8 | Флаг США   | Р. Ж. Коул             | 24 августа 1999 (25 лет)  | 183 см | 84 кг  |        |
| З | 16 | Флаг Литвы | Игнас Урбонас          | 22 ноября 2007 (17 лет)   | 198 см | 86 кг  |        |
| Ц | 23 | Флаг США   | Стивен Инох            | 18 июля 1997 (28 лет)     | 208 см | 116 кг |        |
| РЗ | 2 | Флаг Литвы | Маргирис Нормантас (K) | 27 ноября 1996 (28 лет)   | 194 см | 94 кг  |        |
| З | 3 | Флаг США   | Джейвон Грэйвс         | 29 декабря 1998 (26 лет)  | 191 см | 91 кг  |        |
| Ф/Ц | 10 | Флаг Литвы | Ажуолас Тубялис        | 22 марта 2002 (23 года)   | 206 см | 105 кг |        |
| Ф/Ц | 41 | Флаг Литвы | Оскарас Плейкис        | 20 марта 2001 (24 года)   | 207 см | 110 кг |        |
| РЗ | 43 | Флаг Литвы | Игнас Саргюнас         | 11 сентября 1999 (25 лет) | 194 см | 87 кг  |        |
| ЛФ | 77 | Флаг Литвы | Мартинас Палюкенас     | 14 сентября 1993 (31 год) | 191 см | 93 кг  |        |
| Ф/Ц | 21 | Флаг Литвы | Гитис Масюлис          | 10 апреля 1998 (27 лет)   | 207 см | 99 кг  |        |
| ЛФ | 7 | Флаг Литвы | Гитис Радзявичюс       | 17 июля 1995 (30 лет)     | 197 см | 92 кг  |        |

## Знаменитые игроки
- Йонас Казлаускас (1973-1985)
- Шарунас Марчюленис (1981-1989)
- Артурас Карнишовас (1989-1990)
- Дайнюс Адомайтис (1993-1996)
- Андрюс Шляжас (1997-1998, 1999-2008)
- Римас Куртинайтис (1998-1999)
- Шарунас Ясикявичюс (1998-1999, 2010-2011)
- Андрюс Гедрайтис (1998-2001)
- Рамунас Шишкаускас (1998-2004)
- Арвидас Мацияускас (1999-2003)
- Робертас Явтокас (2000-2006)
- Римантас Каукенас (2001-2002)
- Симас Ясайтис (2001-2006, 2011, 2015)
- Томас Делининкайтис (2003-2007)
- Миндаугас Лукаускис (2003-2009, 2014-2016, 2017-2018)
- Гинтарас Эйникис (2004-2005)
- Эурелиюс Жукаускас (2006-2007)
- Марионас Петравичюс (2006-2009)
- Артурас Йомантас (2006-2013, 2016-2018)
- Мартинас Гецявичюс (2007-2011, 2013-2015)
- Йонас Валанчюнас (2010-2012)
- Реналдас Сейбутис (2011-2014)
- Дарюс Сонгайла (2013-2014)
- Кшиштоф Лавринович (2014-2016)
- Роман Сафронов (1998-1999)
- Эрик Эллиотт (1999-2001)
- Фредерик Хаус (2004-2006)
- Робертс Штельмахерс (2004-2008)
- Карим Раш (2006-2007)
- Мэтт Нильсен (2005-2008)
- Холлис Прайс (2007-2008)
- Чак Эйдсон (2007-2009)
- Кенан Байрамович (2007-2008, 2010-2011)
- Джексон Вроман (2008)
- Арон Бэйнс (2009-2010)
- Тайрис Райс (2011-2012)
- Неманья Недович (2012-2013)
- Омар Кук (2013-2014)
- Николас Лапровиттола (2015)
- Лукас Маврокефалидис (2017-2018)
- Крис Крамер (2017-2019)
- Морис Ндур (2020-2021, 2021-2022)
- Маркус Фостер (2022-2023, 2023-2024)

## Знаменитые тренеры
- Римантас Эндрияйтис (1975—1987, 1992-1994)
- Римас Куртинайтис (2008—2010, 2017—2018)

## Капитаны команды
| Годы      | Имя                 |
| --------- | ------------------- |
| 1997–1998 | Виргиниюс Сирвидис  |
| 1998–1999 | Мартинас Пурлис     |
| 1999–2001 | Андрюс Гедрайтис    |
| 2001–2003 | Андрюс Шляжас       |
| 2003–2006 | Робертас Явтокас    |
| 2006–2008 | Андрюс Шляжас       |
| 2008–2014 | Стяпонас Бабраускас |
| 2014–2015 | Мартинас Гецявичюс  |
| 2015–2016 | Антанас Каваляускас |
| 2016–2017 | Давид Логан         |
| 2017–2018 | Артурас Йомантас    |
| 2018–2019 | Крис Крамер         |
| 2019–2020 | Эймантас Бенджюс    |
| 2020–2022 | Арнас Буткявичюс    |
| 2022–     | Маргирис Нормантас  |

## Закрепленные номера
| Номер | Национальность            | Игрок               | Позиция | Период               | Дата церемонии |
| ----- | ------------------------- | ------------------- | ------- | -------------------- | -------------- |
| 7     | Литва                     | Арвидас Мацияускас  | АЗ      | 1999–2003            | 11 Ноября 2023 |
| 13    | Соединённые Штаты Америки | Чак Эйдсон          | ЛФ / РЗ | 2007–2009            | 18 Апреля 2024 |
| 5     | Литва                     | Стяпонас Бабраускас | АЗ      | 2003–2004, 2008-2014 | 29 Апреля 2025 |